# Espíritu Santo en el arte cristiano

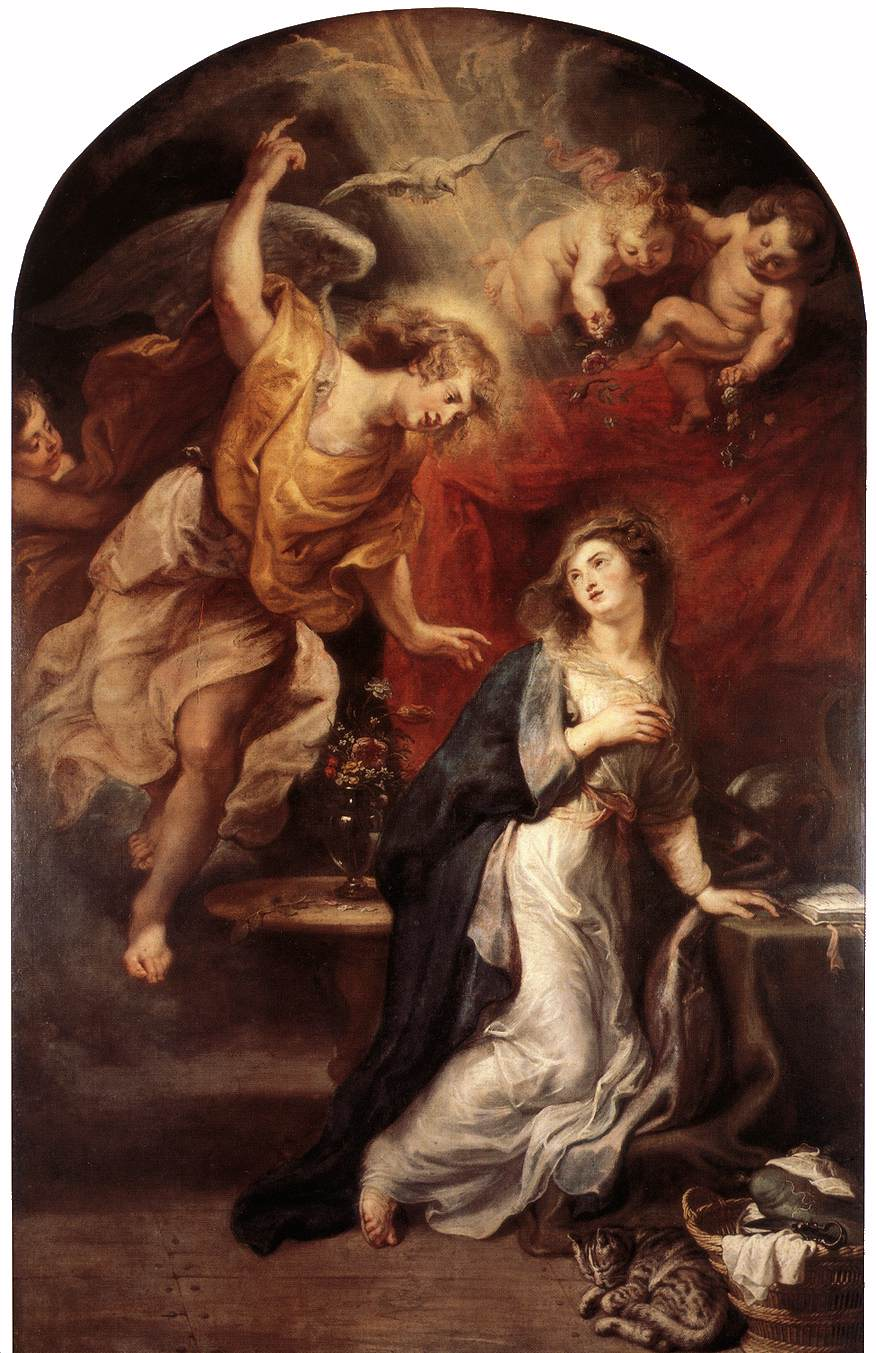
El Espíritu Santo como paloma en la Anunciación de Rubens, 1628

El Espíritu Santo ha sido representado en el arte cristiano tanto en la Cristiandad oriental como en la Cristiandad occidental utilizando una variedad de representaciones. 
Las representaciones han ido desde figuras casi idénticas que representan a las tres personas de la Santísima Trinidad hasta una paloma o una llama.
El Espíritu Santo se representa a menudo como una paloma, basándose en el relato del Espíritu Santo descendiendo como una paloma sobre Jesús en su bautismo.  En muchas pinturas de la Anunciación, el Espíritu Santo se muestra en forma de paloma, descendiendo hacia María en rayos de luz, mientras el  arcángel Gabriel anuncia la venida de Cristo a María.
También se puede ver una paloma al oído de san Gregorio Magno─según recoge su secretario u otros autores padres de la Iglesia, dictándoles sus obras.
La paloma también es paralela a la que trajo la rama de olivo a Noé después del diluvio, como símbolo de paz.
El libro de los Hechos describe al Espíritu Santo descendiendo sobre los apóstoles en Pentecostés en forma de viento y lenguas de fuego posándose sobre las cabezas de los apóstoles. Basándose en las imágenes de ese relato, el Espíritu Santo se simboliza a veces con una llama.
También hay representaciones del Espíritu Santo en el libro del Génesis. En el Vaticano Museo de Roma hay un sarcófago de piedra tallada que representa a la Santísima Trinidad como tres hombres barbudos durante la creación de Eva. La mayor parte del arte cristiano primitivo representa al Espíritu Santo en una forma antropomórfica humana con otras dos figuras humanas idénticas que representan a Dios Padre y Jesucristo. Están sentados o de pie, agrupados muy juntos. Esto se utiliza para retratar la unidad de La Divinidad.
El Espíritu Santo está representado en diversos medios artísticos como vidrieras y caligrafía.

## Galería

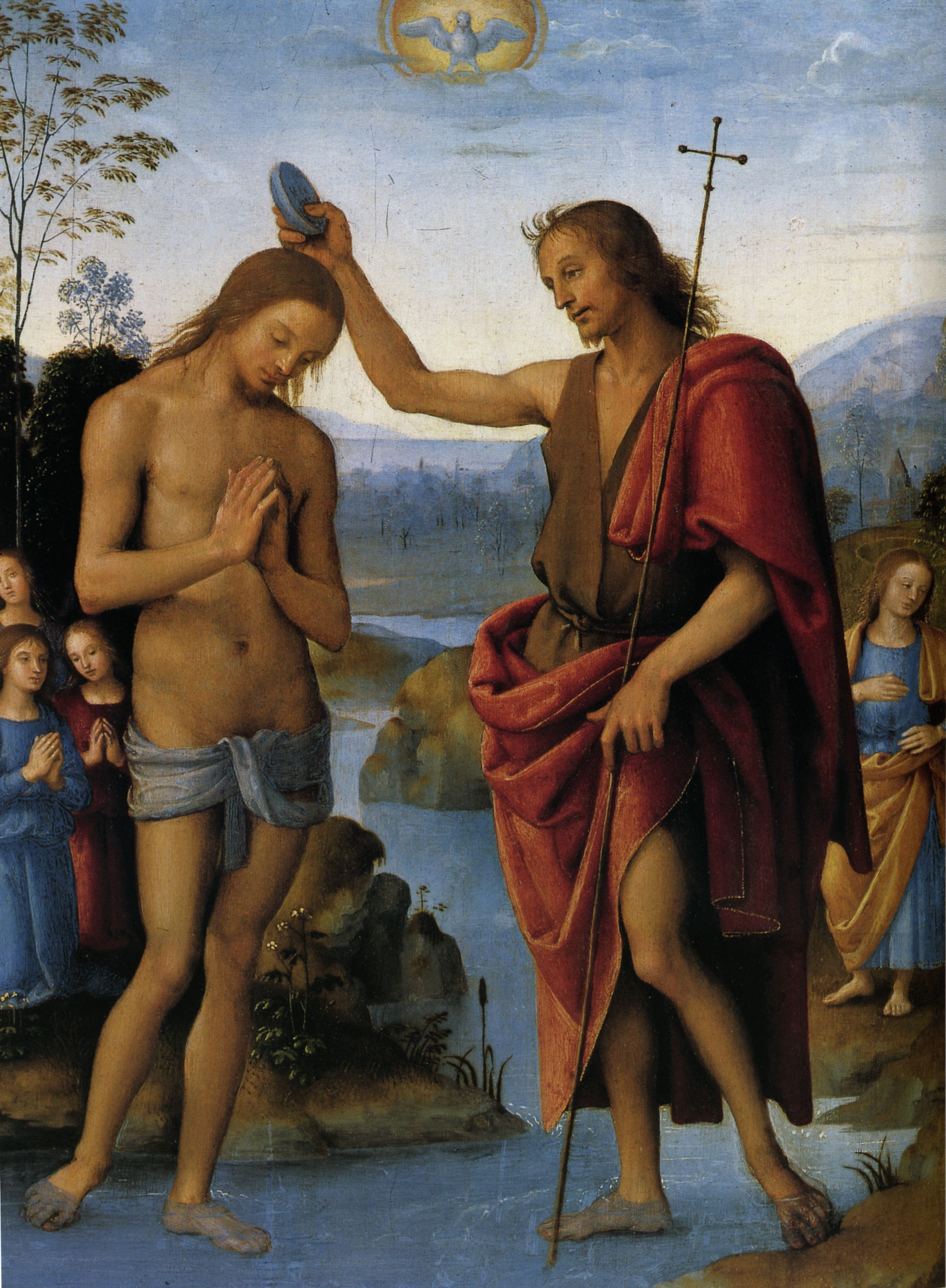
Bautismo de Cristo por Pietro Perugino, hacia 1498
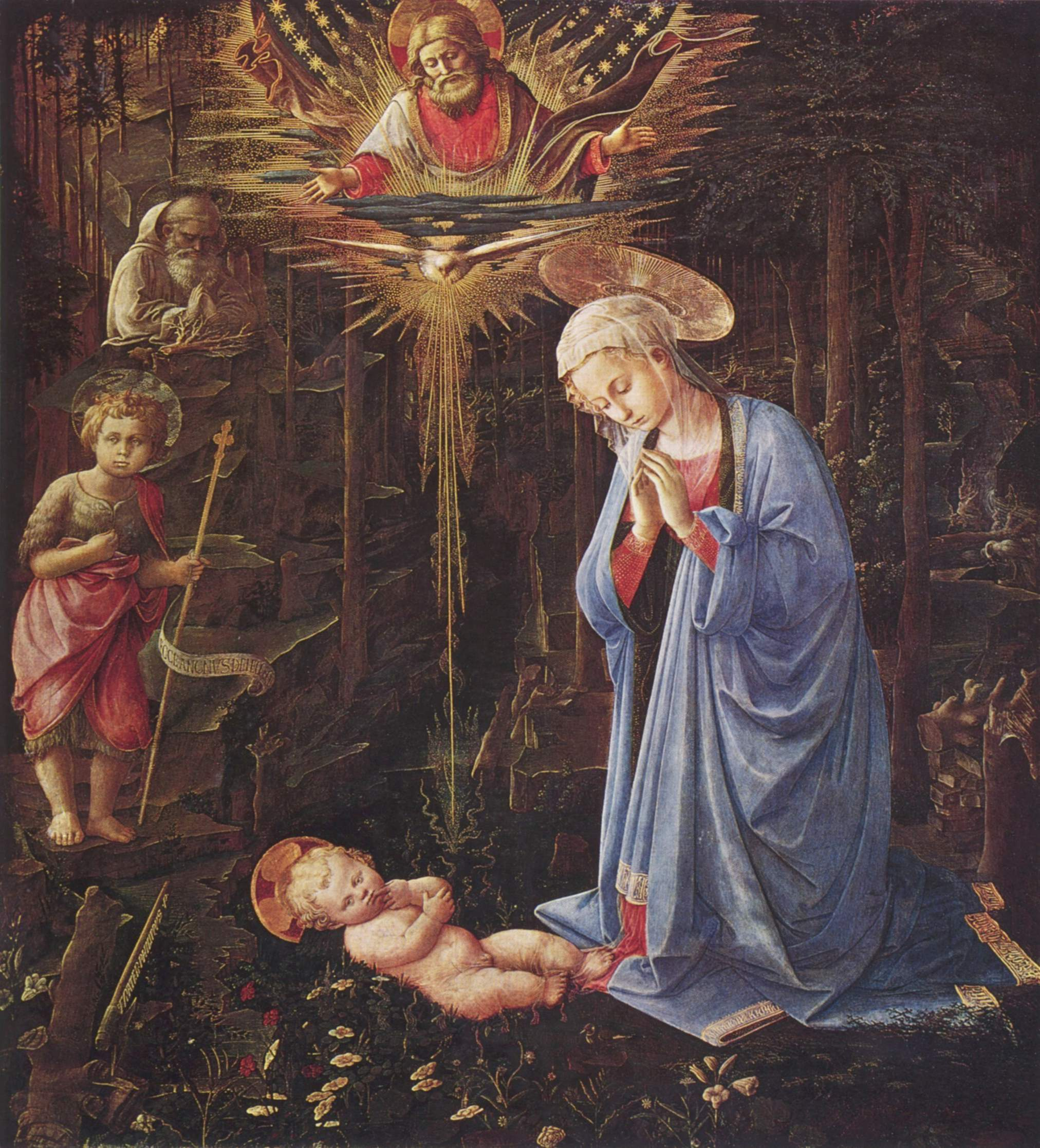
Escena por Filippo Lippi, 1459
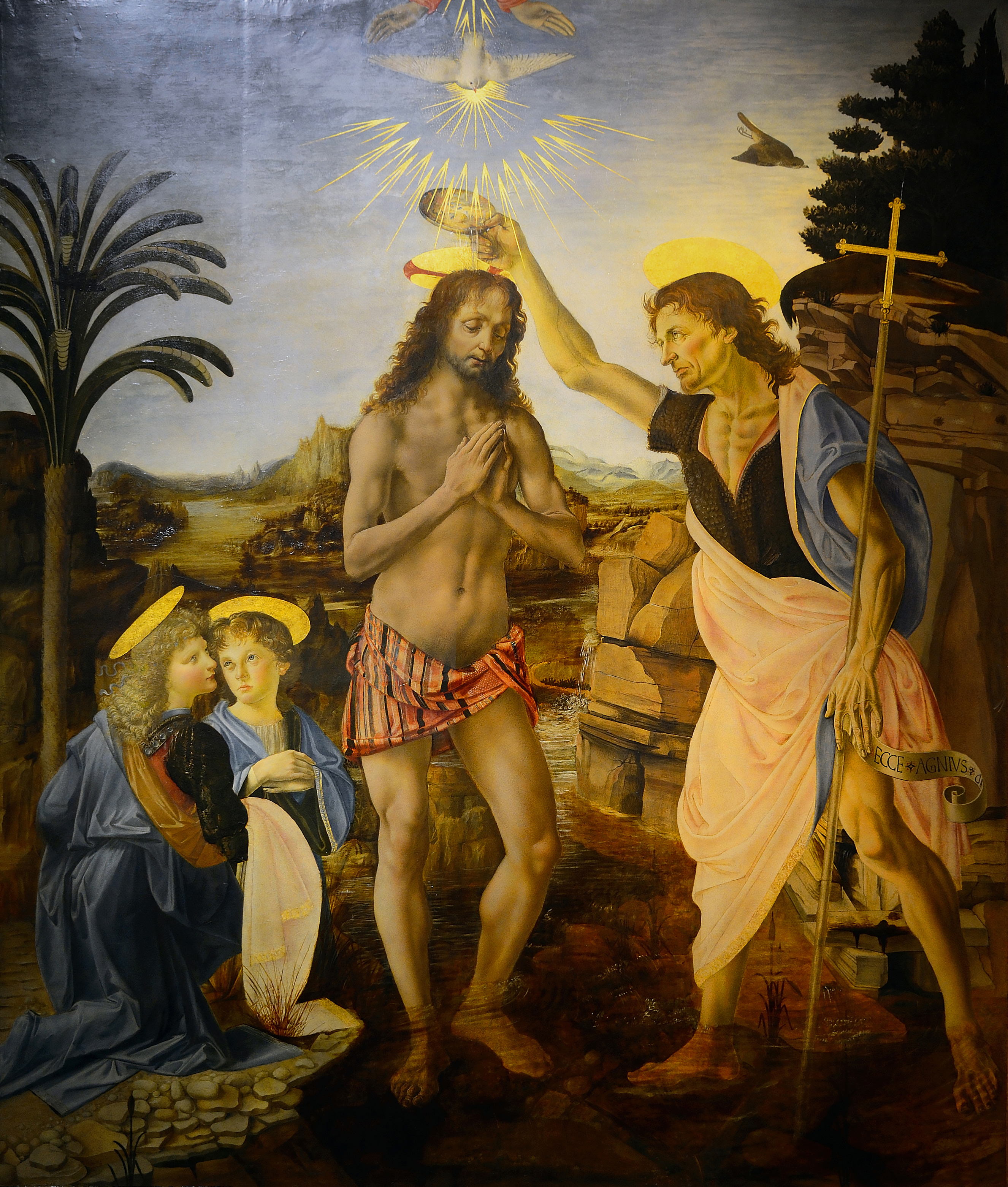
Tanto las manos de Dios (relativamente inusual) como el Espíritu Santo como paloma en Bautismo de Cristo, de Verrocchio, 1472.
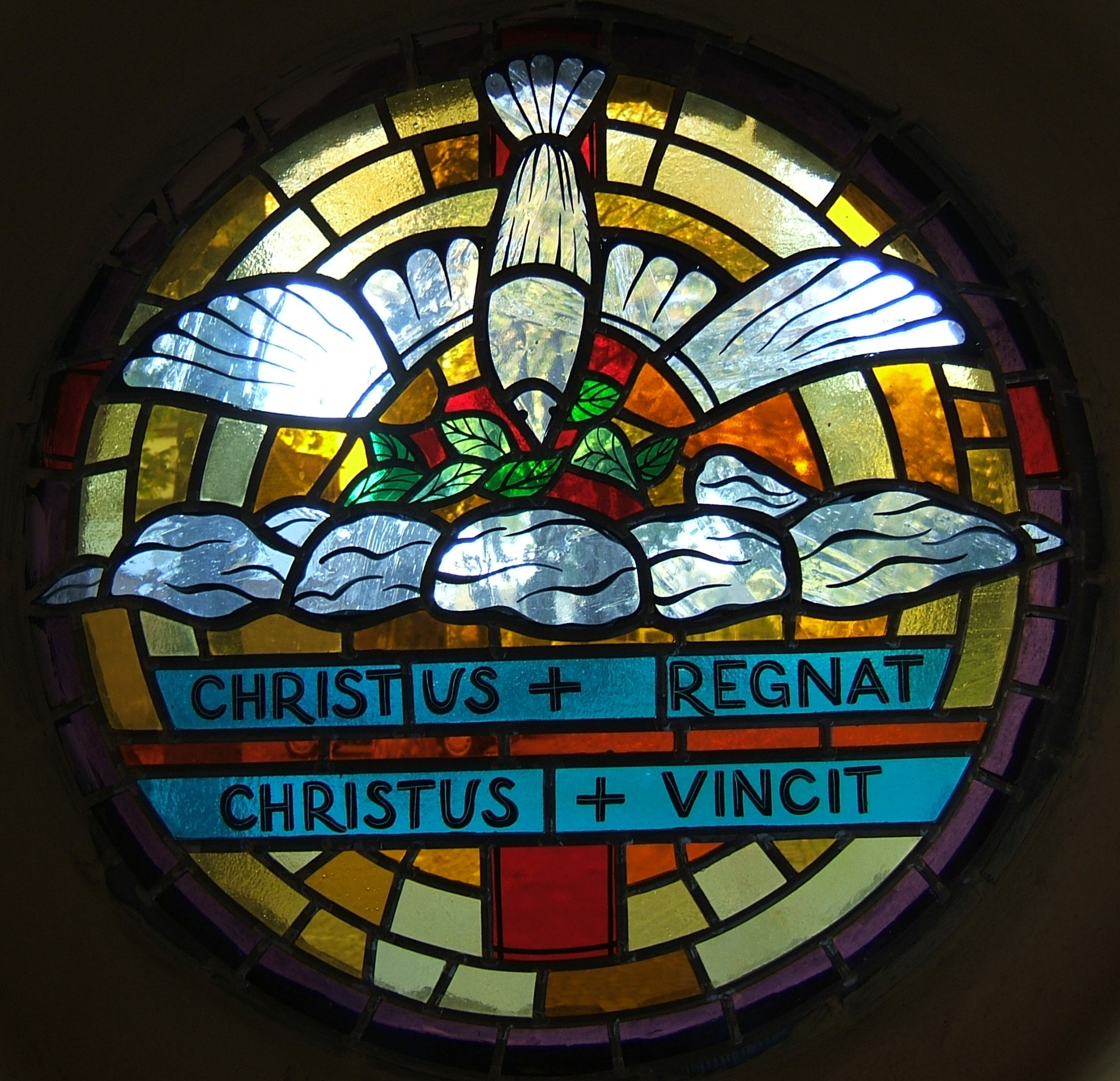
Vidriera, Zabrze, Polonia

### En la Trinidad

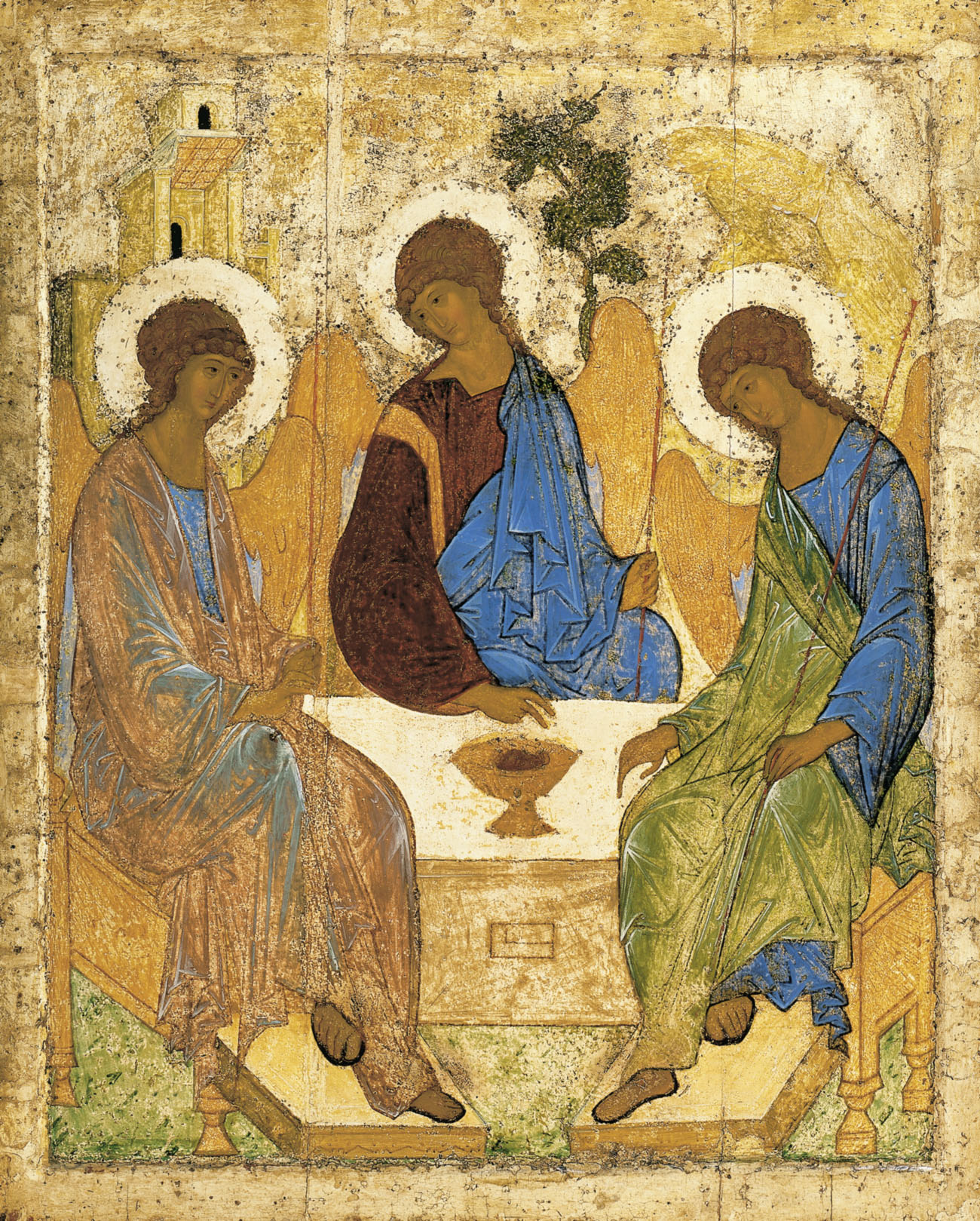
La Trinidad de Andrei Rublev, representando al Padre, Hijo y Espíritu Santo de manera similar.
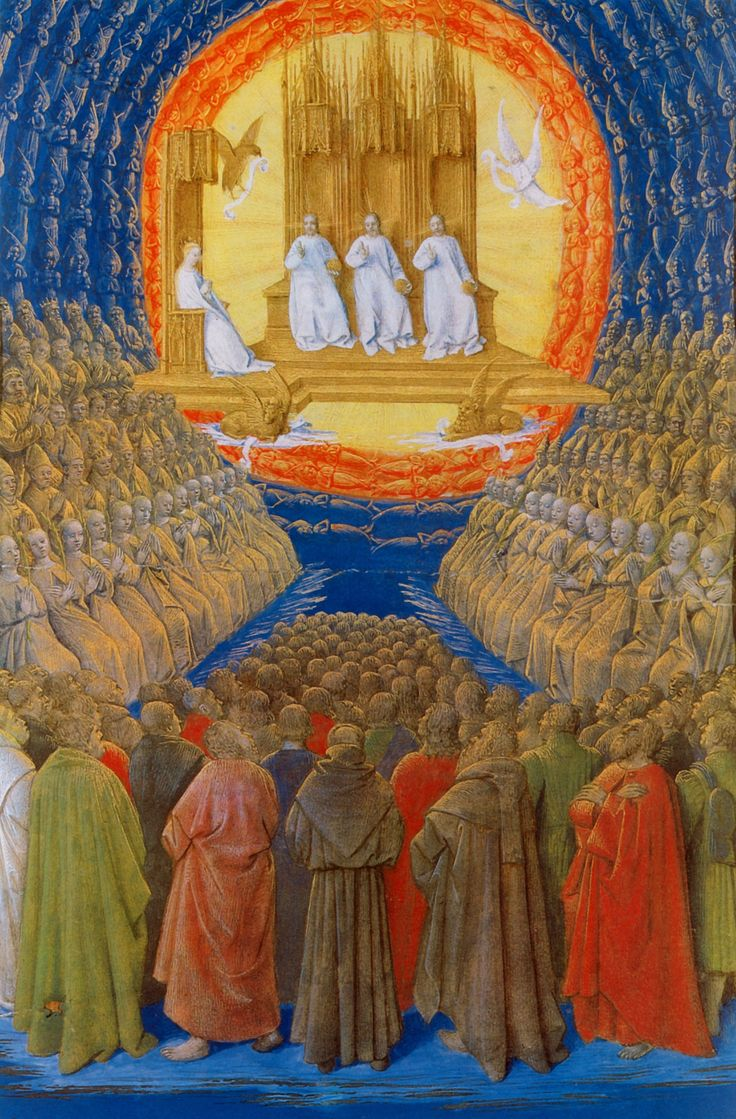
La Trinidad y todos los santos, Jean Fouquet, siglo XV
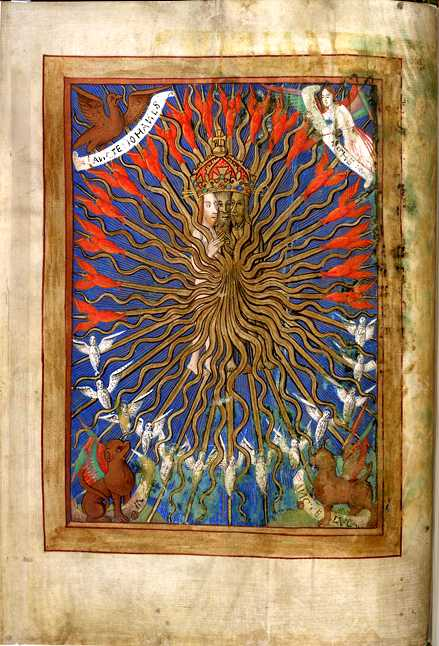
Representación de múltiples cabezas, siglo XVI
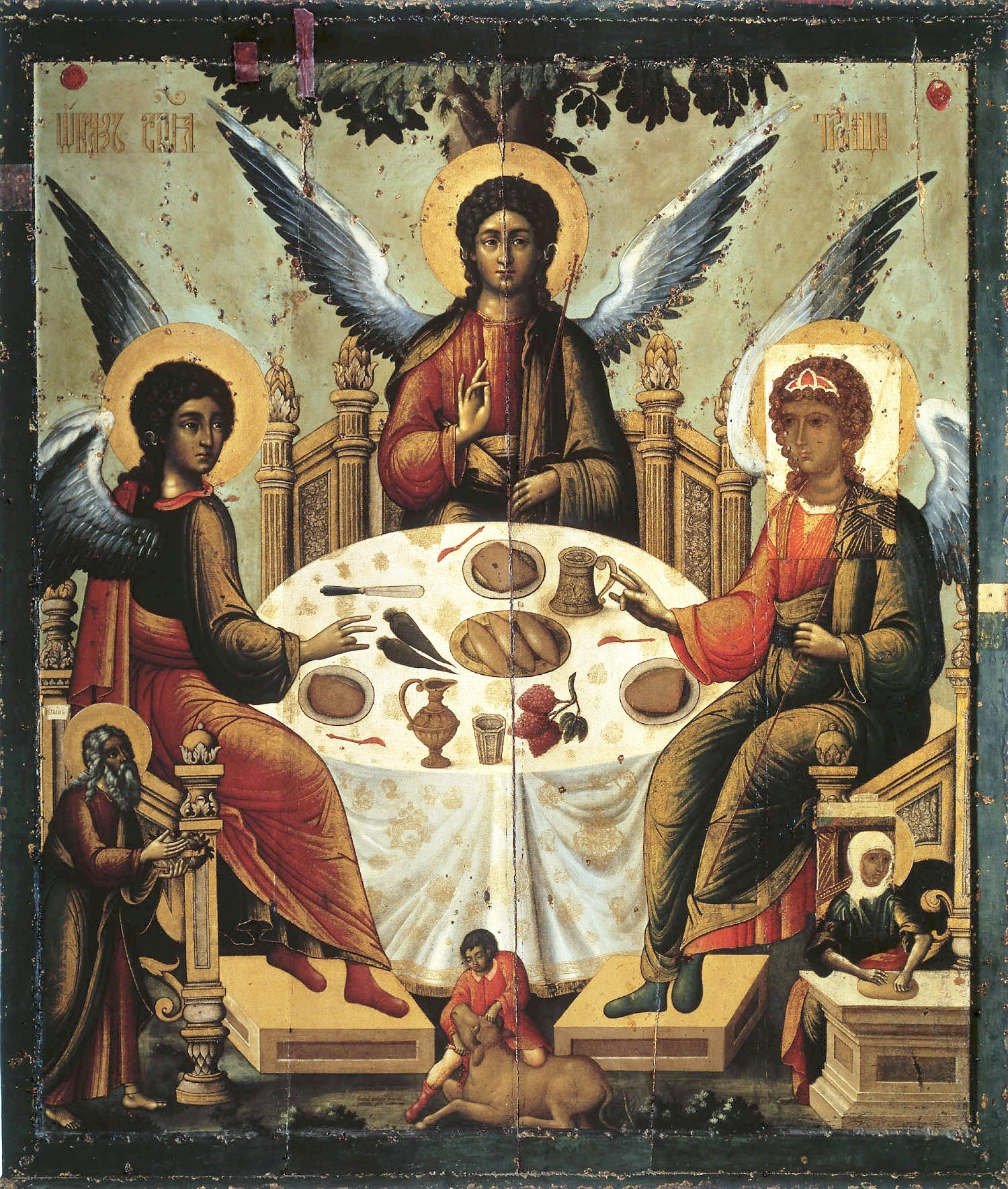
Icono ruso de la Santísima Trinidad
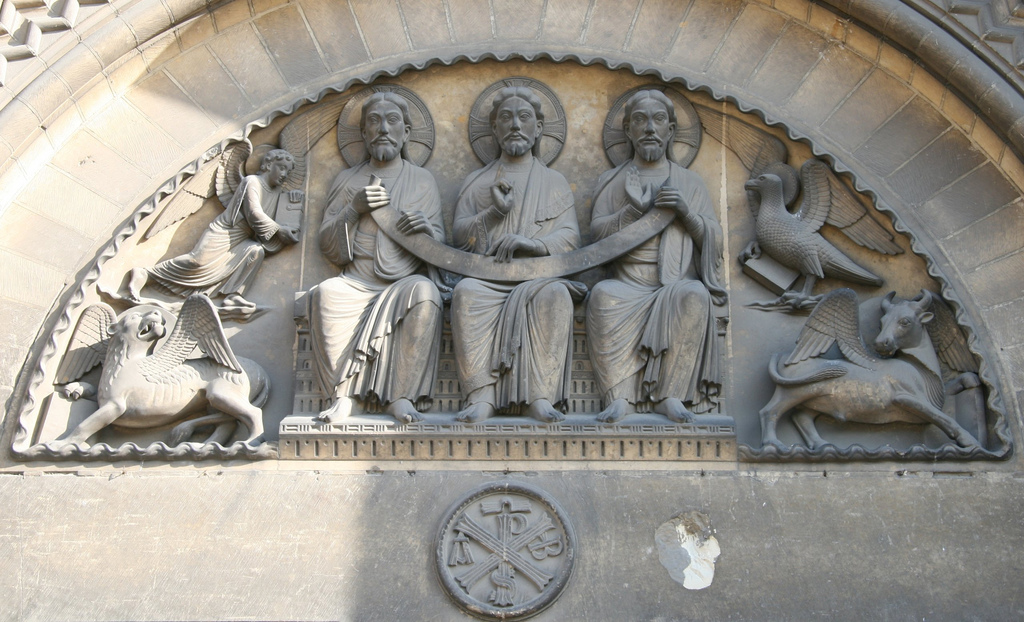
Abbaye aux-dames Sainte-Trinité Caen, 1862

### Pentecostés

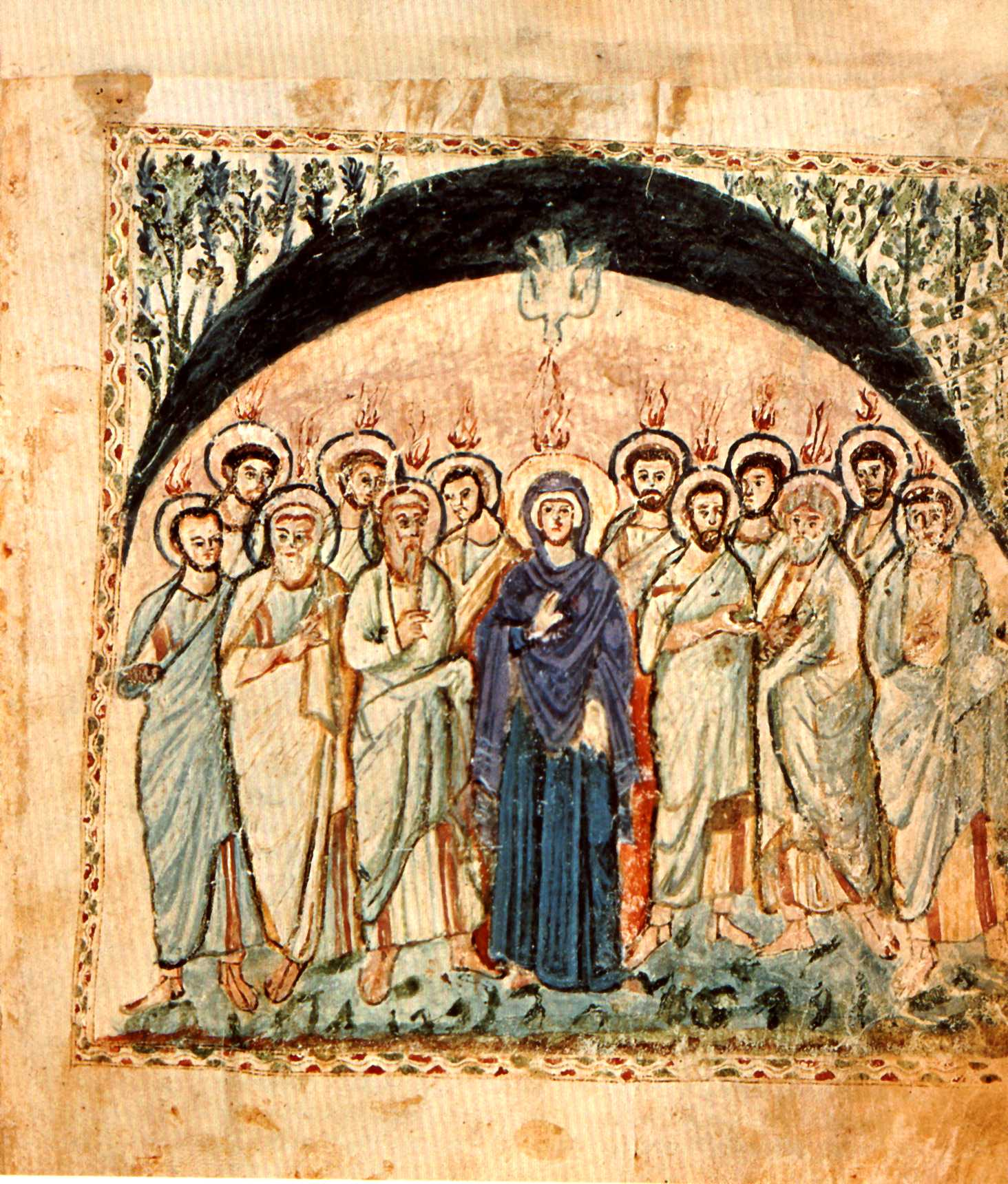
Representación temprana de los Evangelios de Rabula, siglo VI
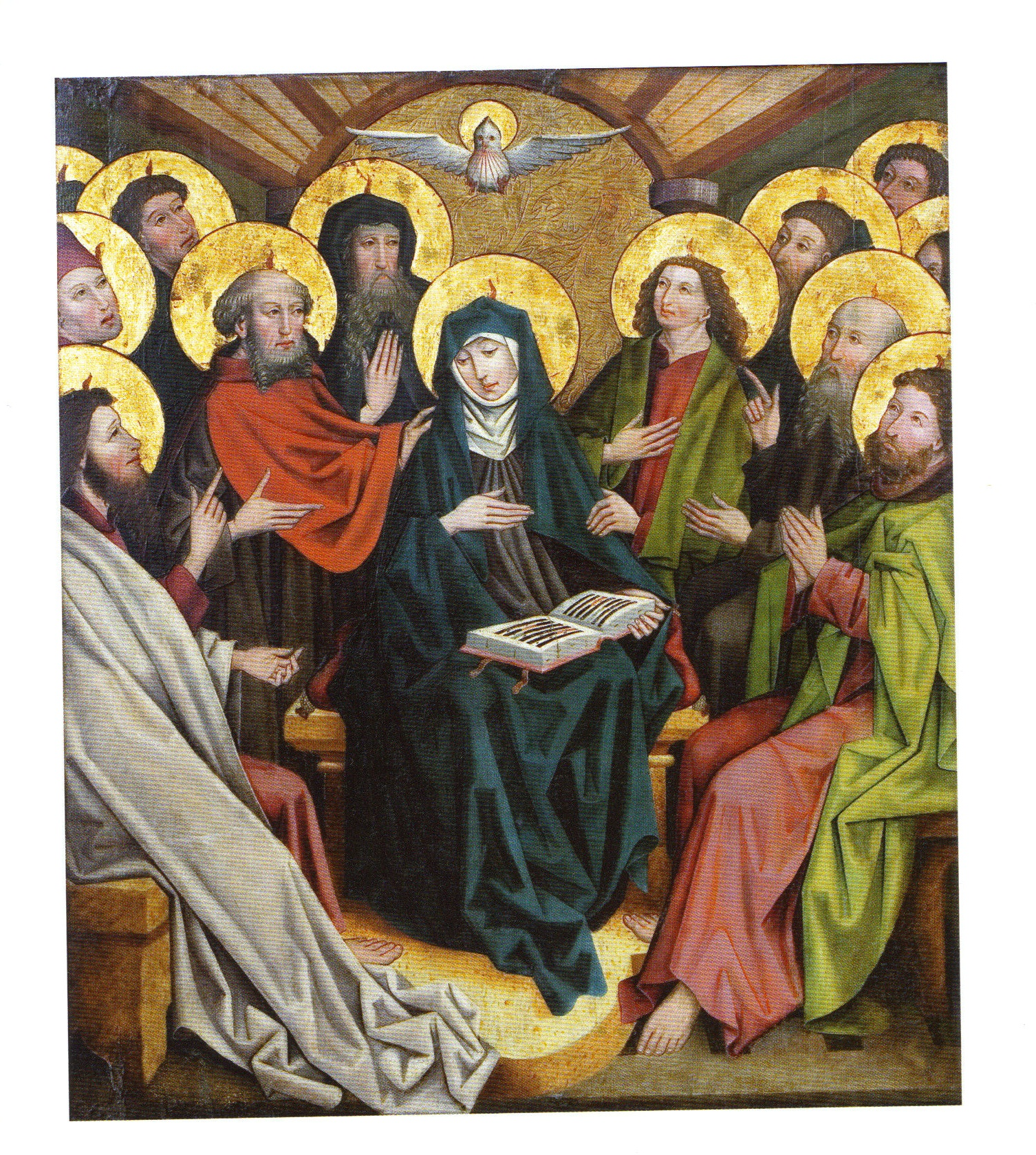
Castillo de Wolfegg, siglo XV
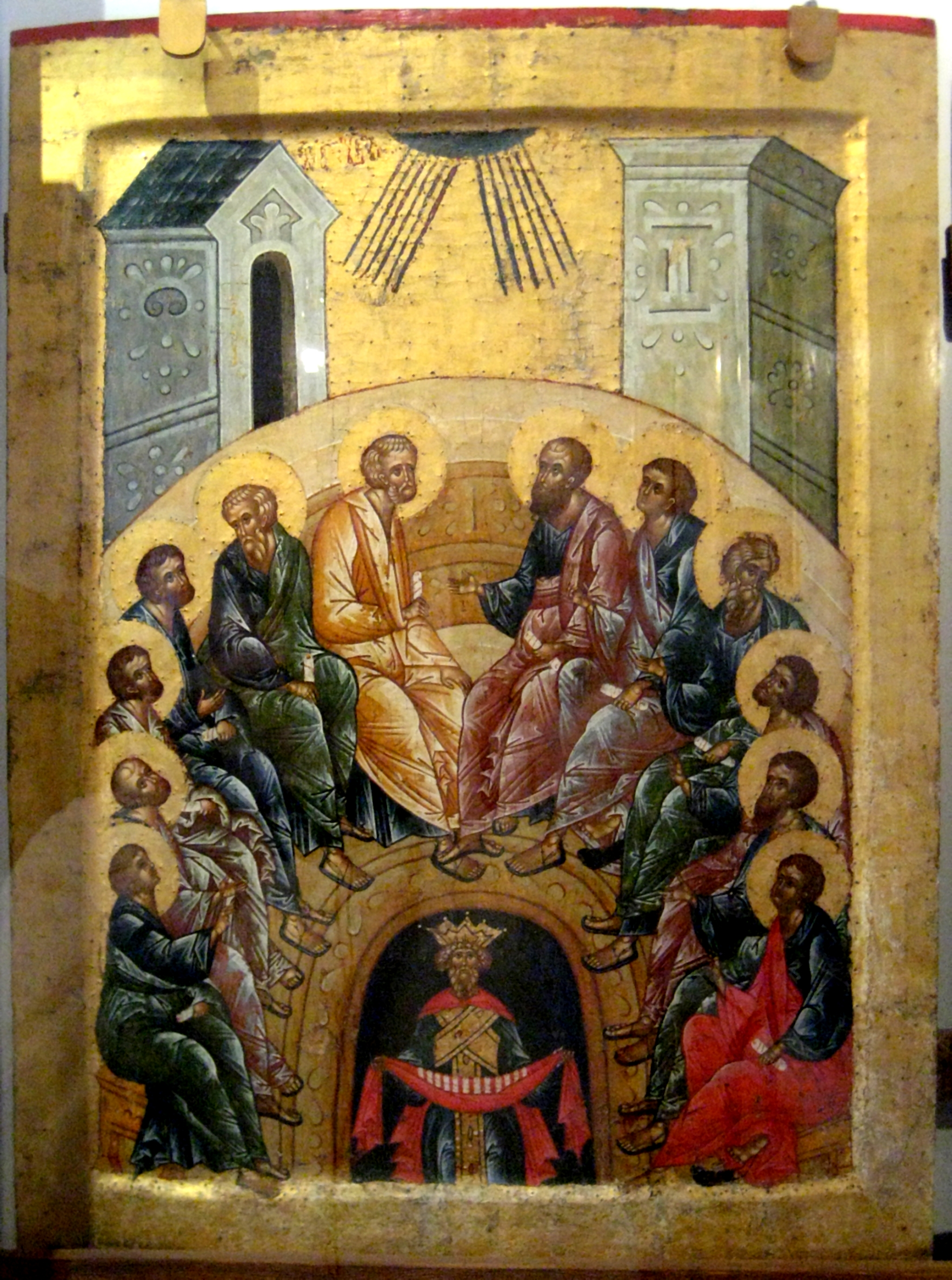
Icono ruso, siglo XV
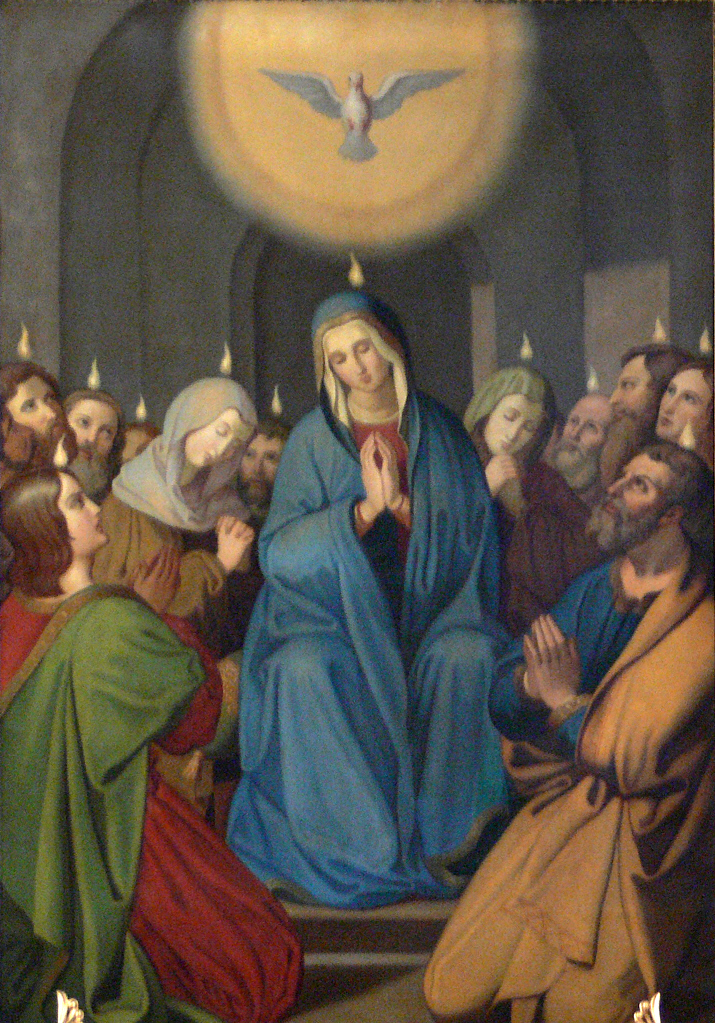
Ravensburg, Alemania, 1867
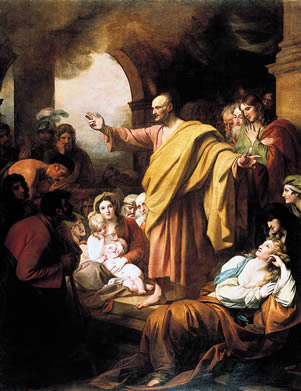
Benjamin West, siglo XIX